# Народно читалище „Съзнание – 1927“ (Маринка)
 Тази статия е за читалището в с. Маринка.  За едноименното читалище в с. Веселиново вижте Народно читалище „Съзнание – 1927“ (Веселиново).  
Народно читалище „Съзнание – 1927“ се намира в село Маринка, област Бургас. Основано е през 1927 година. Намира се в приземния етаж на сградата на кметството на селото.

## История
Читалището е първото в района, основано през 1927 година по инициатива на учителя Иван Кунев и съпругата му Петрана. Библиотеката се сформира с дарения на книги от населението и през годините библиотечният фонд нараства до 1995 година, когато в читалището избухва пожар и изгарят книгите, документацията, краеведската сбирка, народните носии. Възстановяването на читалищния фонд се осъществява с помощта на Регионална библиотека „Пейо Яворов“ – Бургас, библиотеката на Нефтохимическия комбинат и частни дарители.

## Читалищни дейности
Към НЧ „Съзнание – 1927“ функционира постоянно действаща фолклорна група „Маринкювска росна китка“. Сред постиженията на фолклорната група са награди и „Диплом за съществен принос при съхранение на българските народни изкуства“ от XV и XVI Старопланински събор „Балкан Фолк“. През 2012 година групата получава грамота от Националния фолклорен събор „На мегдана“ в град Камено.
Дейностите на читалището са насочени към запазване на българските обичаи и традиции. Празнуват се Бабинден, Първи март, Трети март, Деня на детето и други. Временните коледарски, кукерски и лазарски състави, сформирани към читалището, обикалят селото, пресъздавайки местните обичаи.
Провежда се езиково обучение по английски език.

## Материална база
През 2011 година по проект на Фондация „Глоб@лни библиотеки“ читалището е оборудвано с три компютъра и ксерокс. Същата година по проект, финансиран от Министерство на културата, е закупена озвучителна техника.